# Trasposizione pinacolica
La trasposizione pinacolica è una reazione organica caratteristica dei dioli vicinali (1,2-dioli) che, in ambiente acido, eliminano una molecola di acqua con formazione di un carbonile. Il nome prende origine dalla trasformazione del pinacolo in pinacolone.
La reazione fu descritta originariamente da Rudolph Fittig nel 1860, mentre fu   Aleksandr Butlerov a identificare correttamente i prodotti di reazione.

## Meccanismo di reazione
Il meccanismo di reazione della trasposizione pinacolica implica inizialmente la protonazione di un ossidrile vicinale con la conseguente eliminazione di una molecola di acqua. In questo modo si ottiene un carbocatione terziario, ma con il trasferimento di un sostituente, legato all'atomo di carbonio sul quale è rimasto un gruppo -OH, si ottiene un nuovo carbocatione la cui struttura è in risonanza con uno ione ossonio (ossigeno del carbonile protonato). Quest'ultimo carbocatione è quindi maggiormente stabilizzato e, eliminando sotto forma di protone l'idrogeno legato all'ossigeno, genera il prodotto finale (composto carbonilico).
Quando i sostituenti sono differenti, a seconda delle condizioni operative, si ha la migrazione preferenziale di gruppi differenti e quindi la possibile formazione di differenti composti. Ad esempio, nel caso dell'1,1-difenil-2-metil-propan-1,2-diolo con acido solforico concentrato a freddo si ottiene la migrazione del metile:
Invece trattando il diolo con acido acetico in presenza di tracce di acido solforico si ottiene principalmente la migrazione del fenile.
Se uno dei sostituenti è l'idrogeno risulta possibile la formazione di un'aldeide piuttosto che di un chetone.